# Molen Fakkert
Molen Fakkert is een grenenhouten, achtkante stellingmolen op gemetselde voet in Hoonhorst (gemeente Dalfsen), die vroeger dienstdeed als korenmolen. Het is een van de molens die in handen waren van de familie Fakkert.
De molen heeft twee maalkoppels met regulateurs. Het ene koppel heeft 16der blauwe stenen en het andere koppel 16der kunststenen.

## Geschiedenis
De molen werd gebouwd in opdracht van Albert Fakkert in 1868, ter vervanging van een molen uit 1862 die door de vang was gelopen waardoor de molen afbrandde. De molen werd, net als zijn voorganger, met riet gedekt. In 1930 viel de stelling tijdens werkzaamheden door een molenmakersbedrijf naar beneden, waarbij drie man gewond raakten. Hierop is de molen onttakeld en het binnenwerk gesloopt.
In de molen werden 16 silo's en in de vloer een betonnen kelderstortbak gebouwd. Vanuit de kelderstortbak werd het voer met een jakobsladder tot boven in de molen getransporteerd en met een verdeelsysteem over de silo's verdeeld. Onder in de molen kwam een weegstoel waar porties van 500 kg werden samengesteld. Vervolgens werden deze porties via de jakobsladder boven in de molen gebracht en voor het afzakken via een buis naar het naastgelegen deel van de fabriek getransporteerd.
Het in de molen opgeslagen graan, tot 350 ton, had de muren naar buiten gedrukt. Bij de restauratie is de stenen romp daarom versterkt met horizontaal geplaatst staaldraad wat op een plaats op de maalzolder zichtbaar gebleven is. Het vallende graan heeft sommige vloerbalken die dwars door de silo's liepen sterk uitgesleten en zijn bij de restauratie verstevigd. Ook een deel van de vloerbalken bij de noordelijke inrijdeur werden bij de restauratie extra ondersteund. Bij de restauratie van de molen is ervoor gekozen om het silosysteem weer zichtbaar te maken op de begane grond en op de eerste verdieping van deze hoge molen. Zo kan hier worden uitgelegd hoe dit vele tientallen jaren heeft gewerkt.
De eerste restauratieplannen dateren uit 1963. Toen de gebouwen in 1999 aan de gemeente werden verkocht, zouden molen en molenaarshuis gesloopt worden. Door tijdige plaatsing op de monumentenlijst werd dit voorkomen. In 2004 werd een stichting opgericht om de molen te herstellen en in 2010 is een begin gemaakt met de herstelwerkzaamheden uitgevoerd door molenbouwer Kolthof uit Stiens. De bedoeling was hem in 2011 maalvaardig te hebben, maar pas op 11 mei 2012 was de molen echter geheel gerestaureerd. Het achtkant is daartoe gelicht en de onderbouw is weer tot de oorspronkelijke hoogte opgemetseld met oude stenen van een afgebroken boerderij. Enkele achtkantstijlen zijn aan de onderkant aangescherfd. Enkele oude bintbalken zijn bewaard gebleven, maar voor het merendeel zijn nieuwe bintbalken aangebracht.

## Gaande werk
De gelaste roeden zijn in 2011 gemaakt door de firma Vaags. De binnenroede heeft nummer 247 en de buitenroede nummer 248. De binnenroede heeft dubbelstraals fokwieken met remkleppen, terwijl de buitenroede Oudhollands opgehekt is. De remkleppen moeten apart van elkaar, voor met het draaien begonnen wordt, handmatig ingesteld worden. Het mechanisme is voorzien van een schokdemper, waardoor de klep vertraagd sluit.
De 4,50 meter lange bovenas is in 2010 gegoten door de firma Geraads en heeft nummer 23.
De molen heeft voor het kruien een Engels kruiwerk en wordt gekruid met een kruirad.
De molen wordt gevangen (geremd) met een vlaamse vang, die bestaat uit vijf vangstukken. De vang wordt bediend met een wipstok.
Het luiwerk is een sleepluiwerk met gaffelwiel.

## Overbrengingen
- De overbrengingsverhouding is 1 : 6,45 en 1 : 5,97.
- Het bovenwiel heeft 68 kammen en de bonkelaar heeft 35 kammen. De koningsspil draait hierdoor 1,94 keer sneller dan de bovenas. De steek, de afstand tussen de staven, is 10,5 cm.
- Het spoorwiel heeft 83 kammen en het steenrondsel voor het maalkoppel met de blauwe stenen heeft 25 staven en dat met de kunststenen 27 staven. De steek is 9,9 cm. Het ene steenrondsel draait hierdoor 3,32 en het andere 3,07 keer sneller dan de koningsspil en 6,45 en 5,97 keer sneller dan de bovenas.

## Fotogalerij

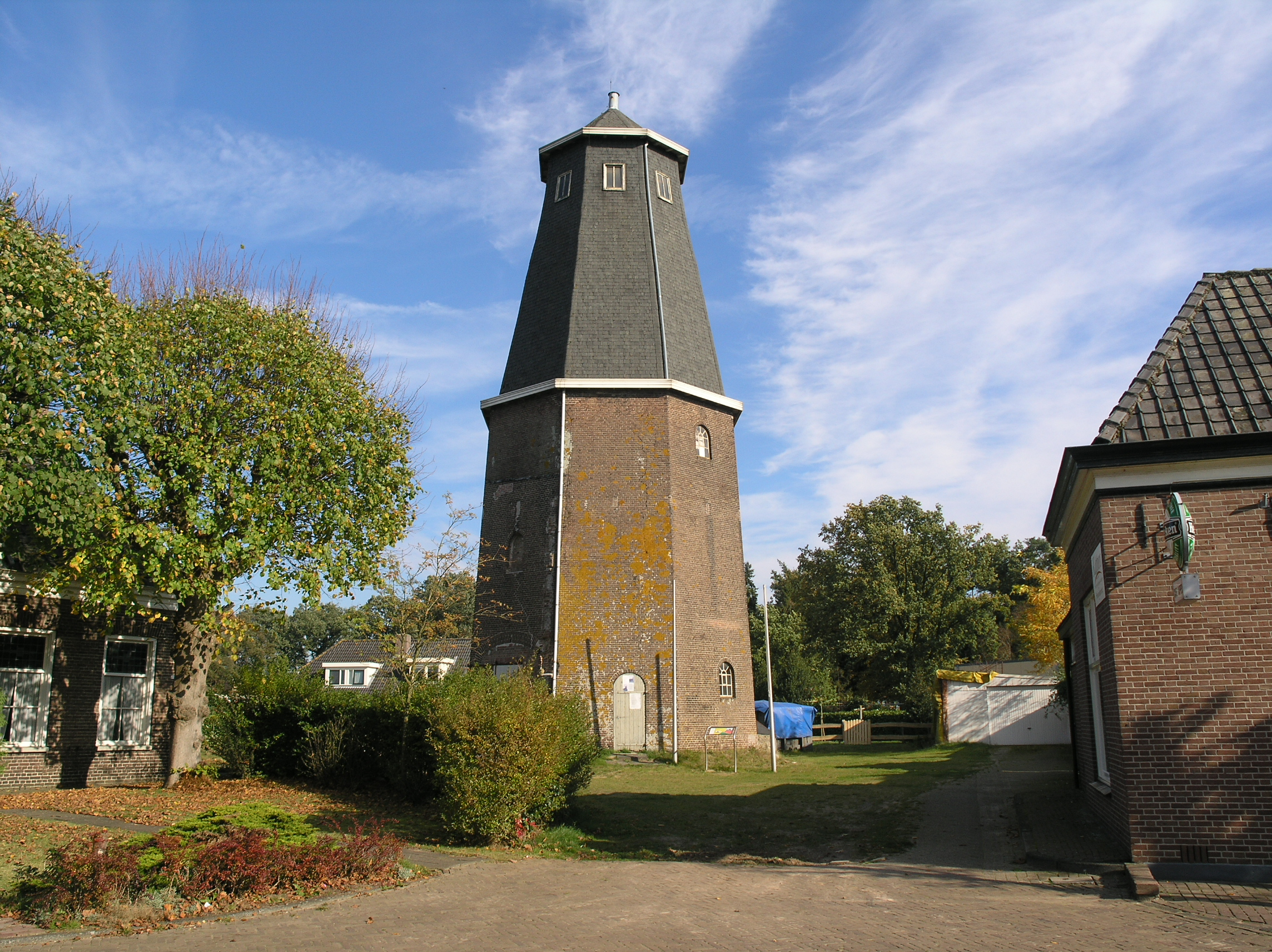
Molenromp in 2008
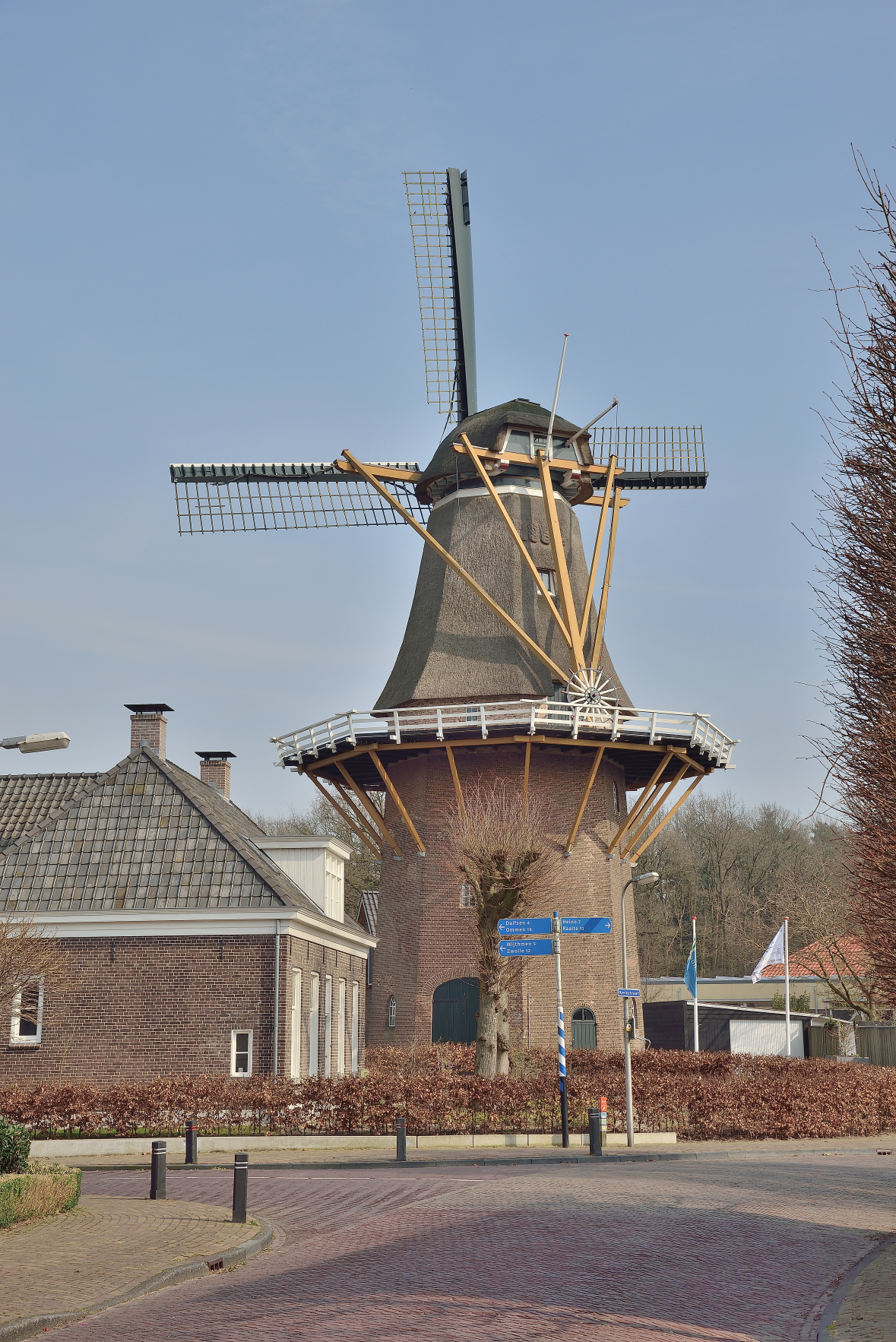
2015
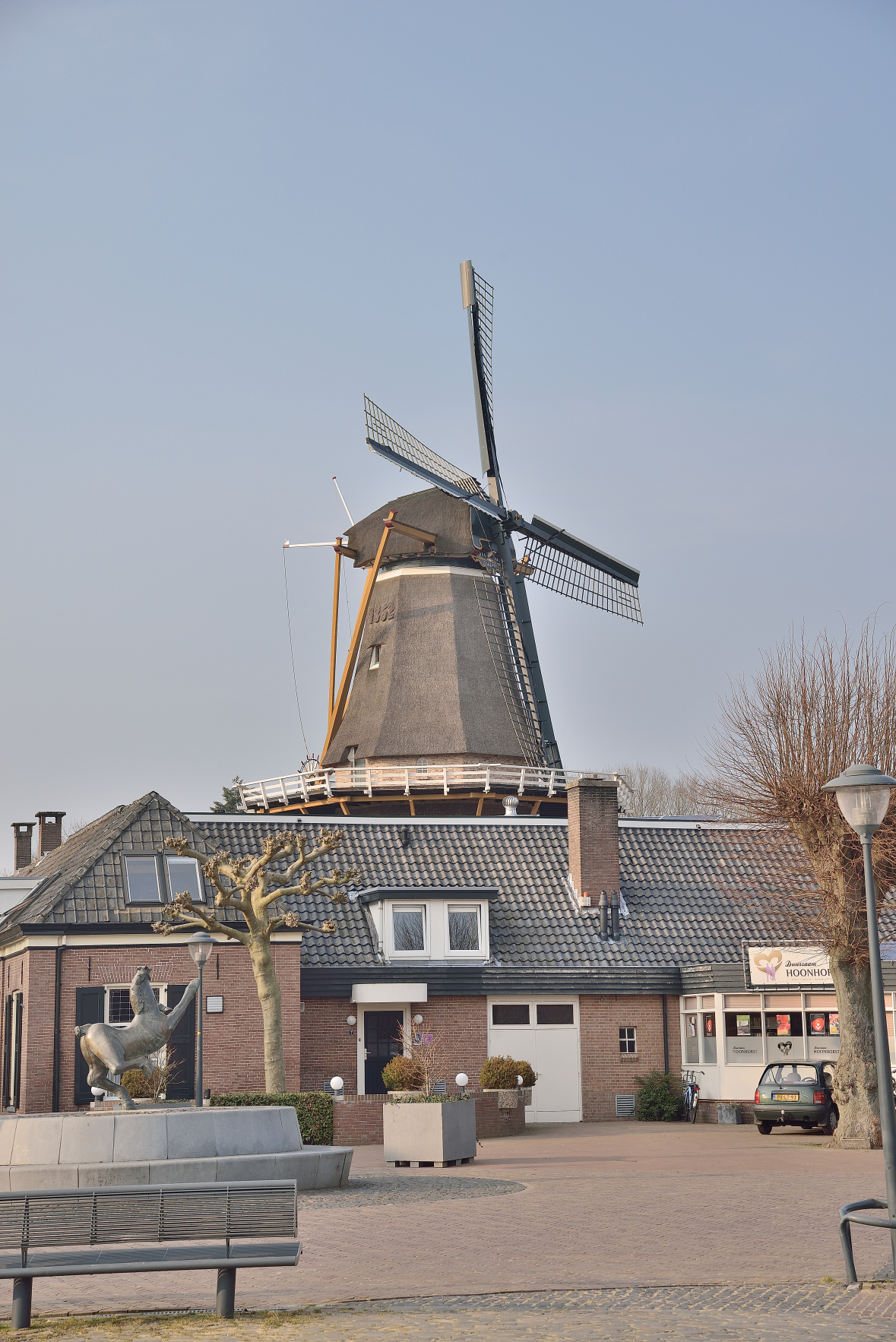
2015
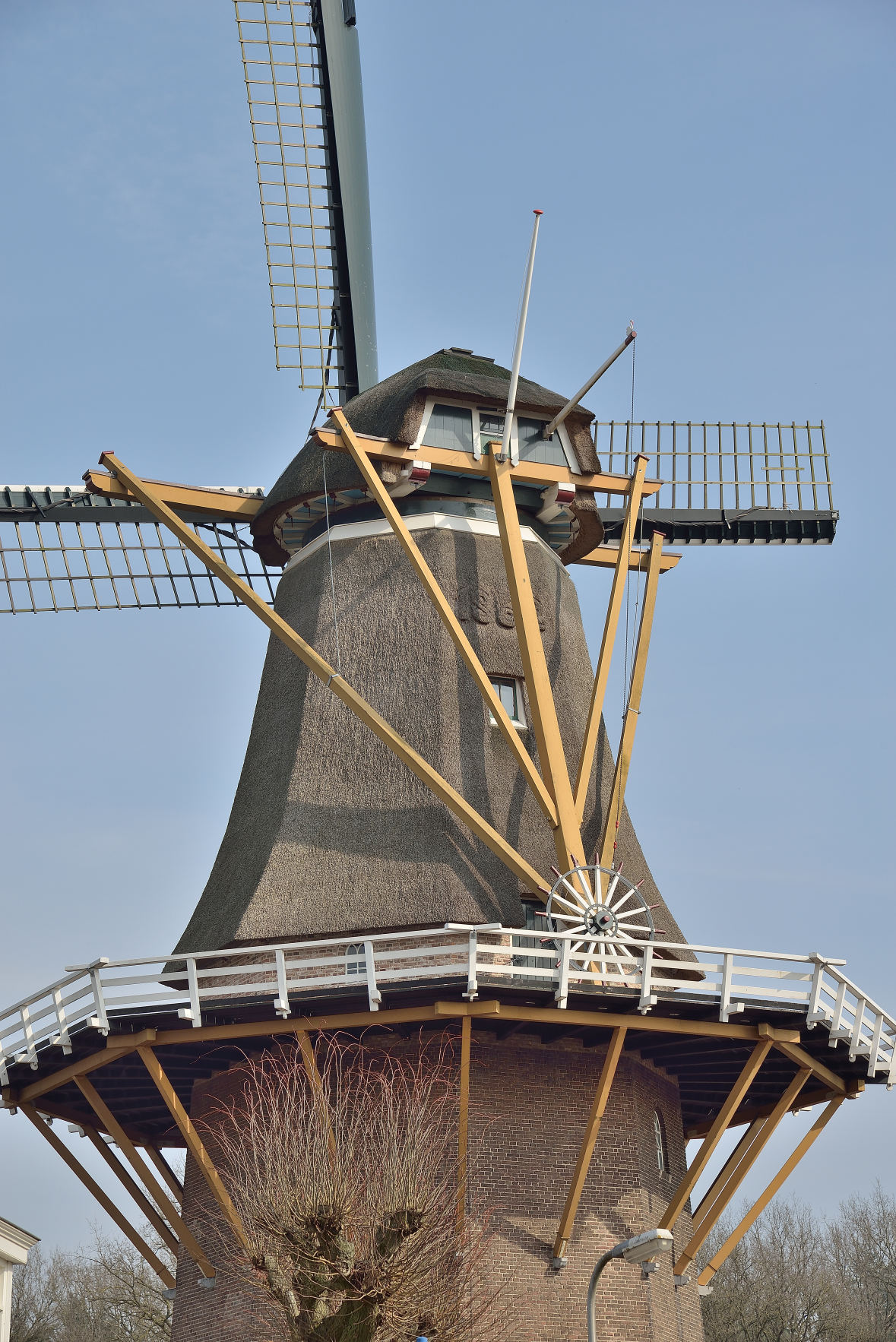
2015
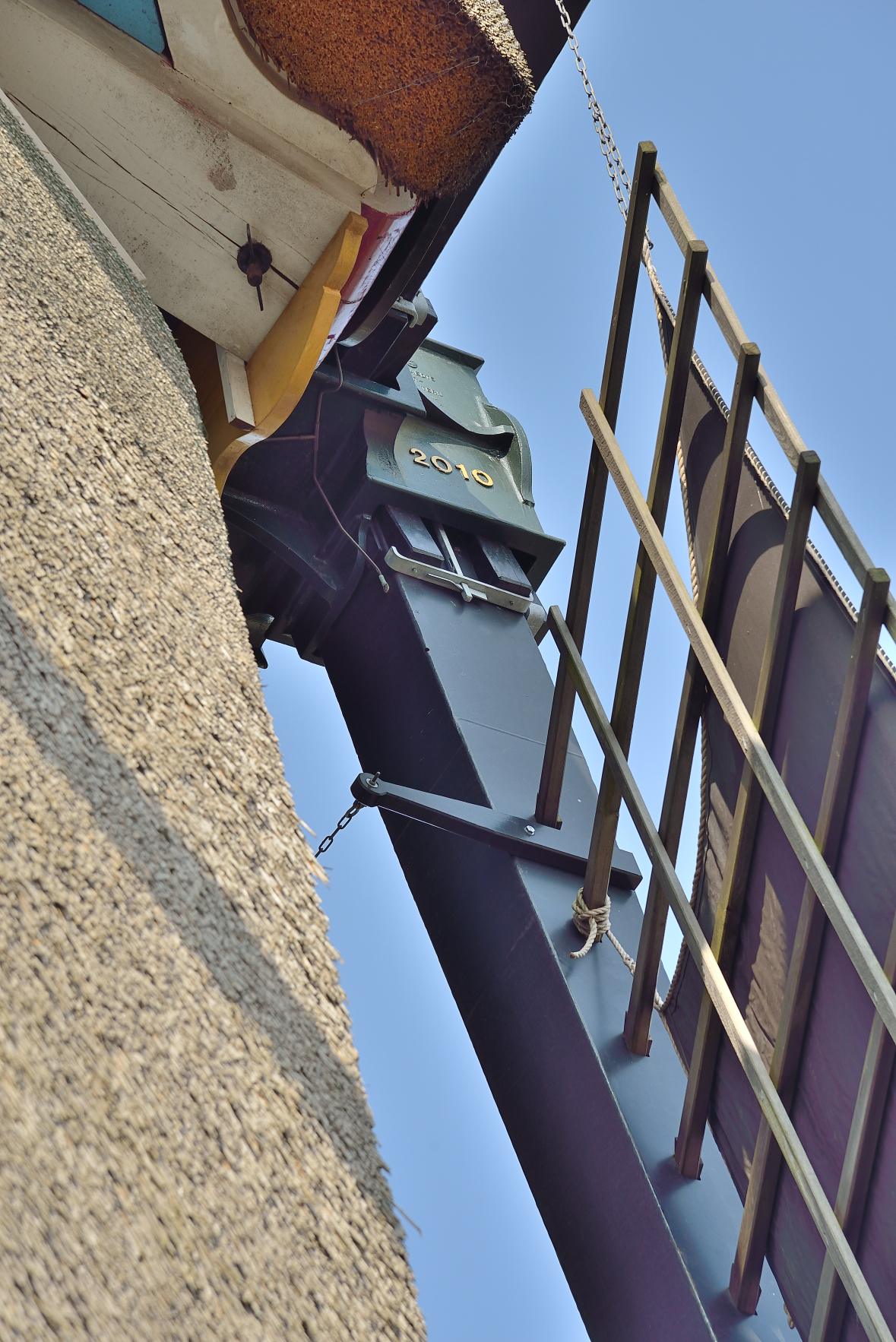
Askop met jaartal 2010
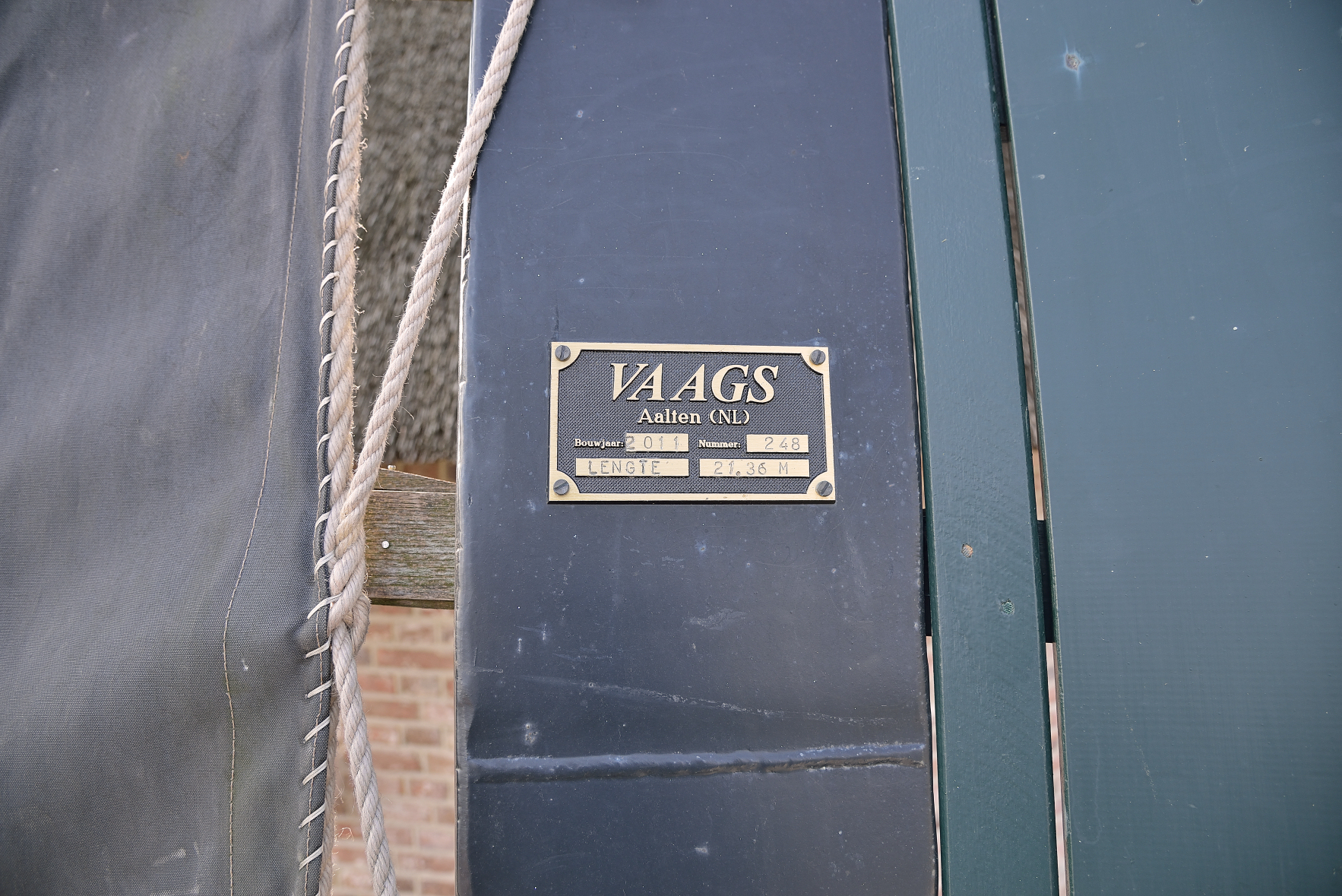
Roeplaatje buitenroe
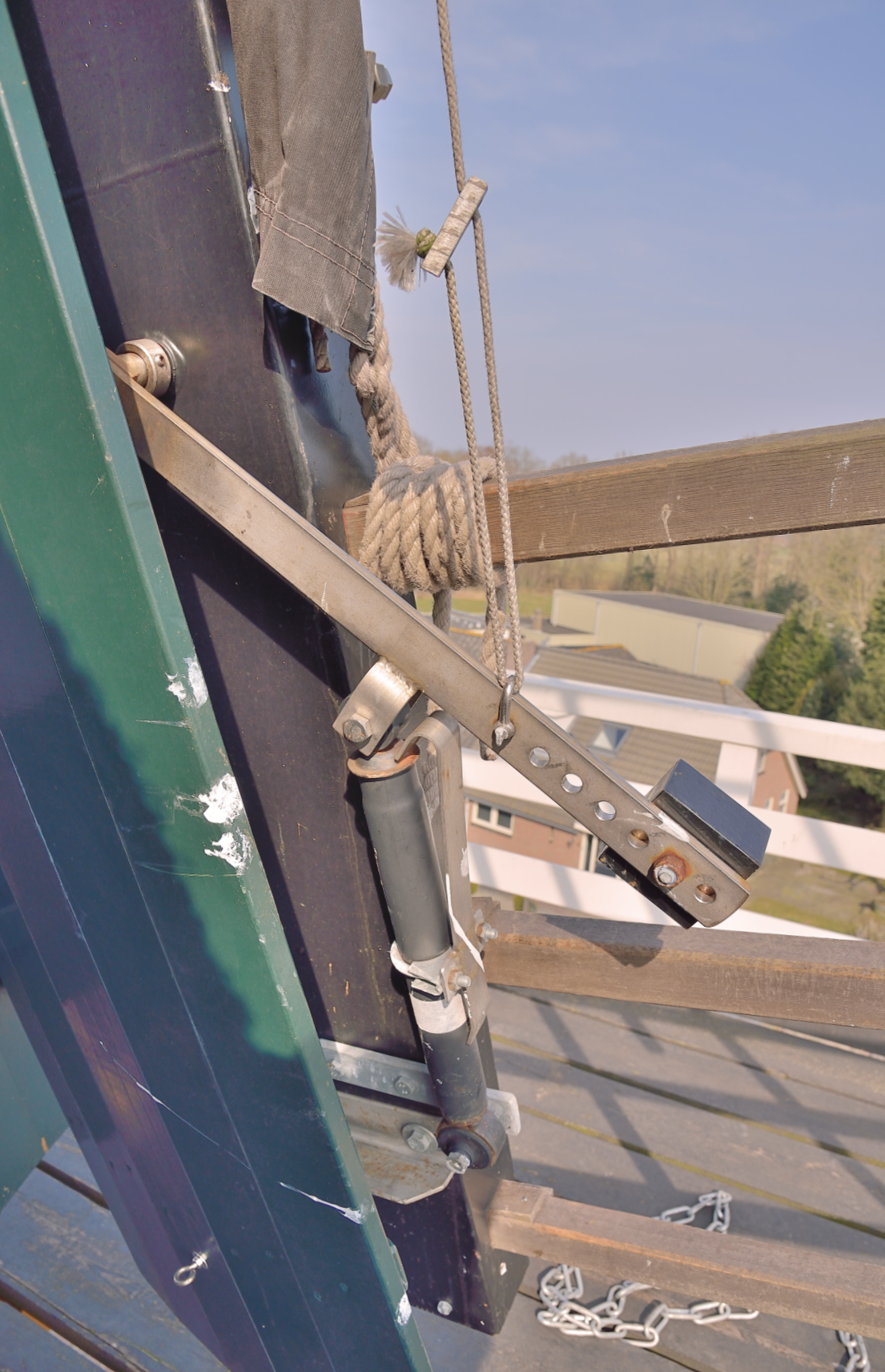
Remklep met schokdemper
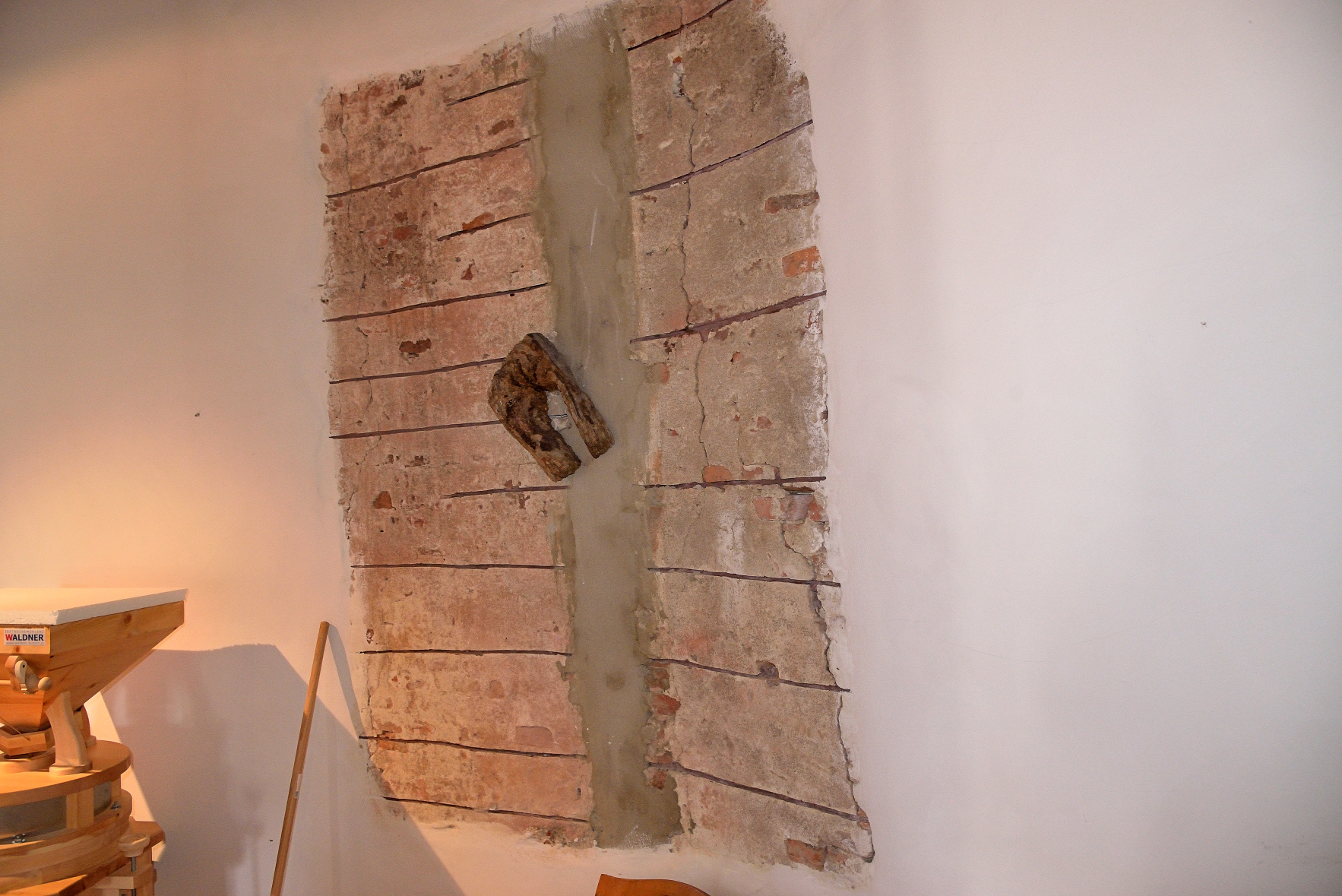
Met staaldraad versterkte romp
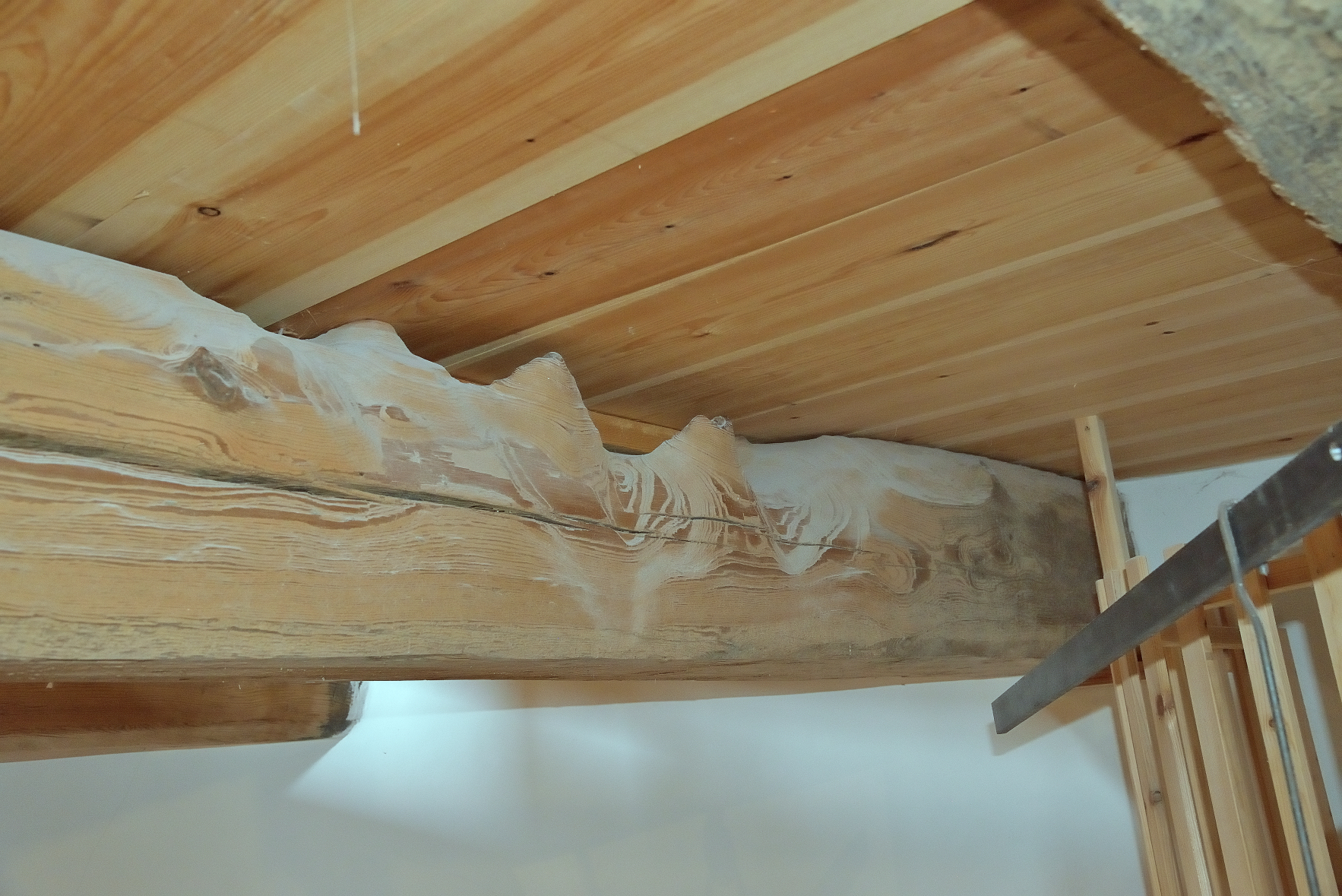
Door vallend graan slijtplekken bintbalk
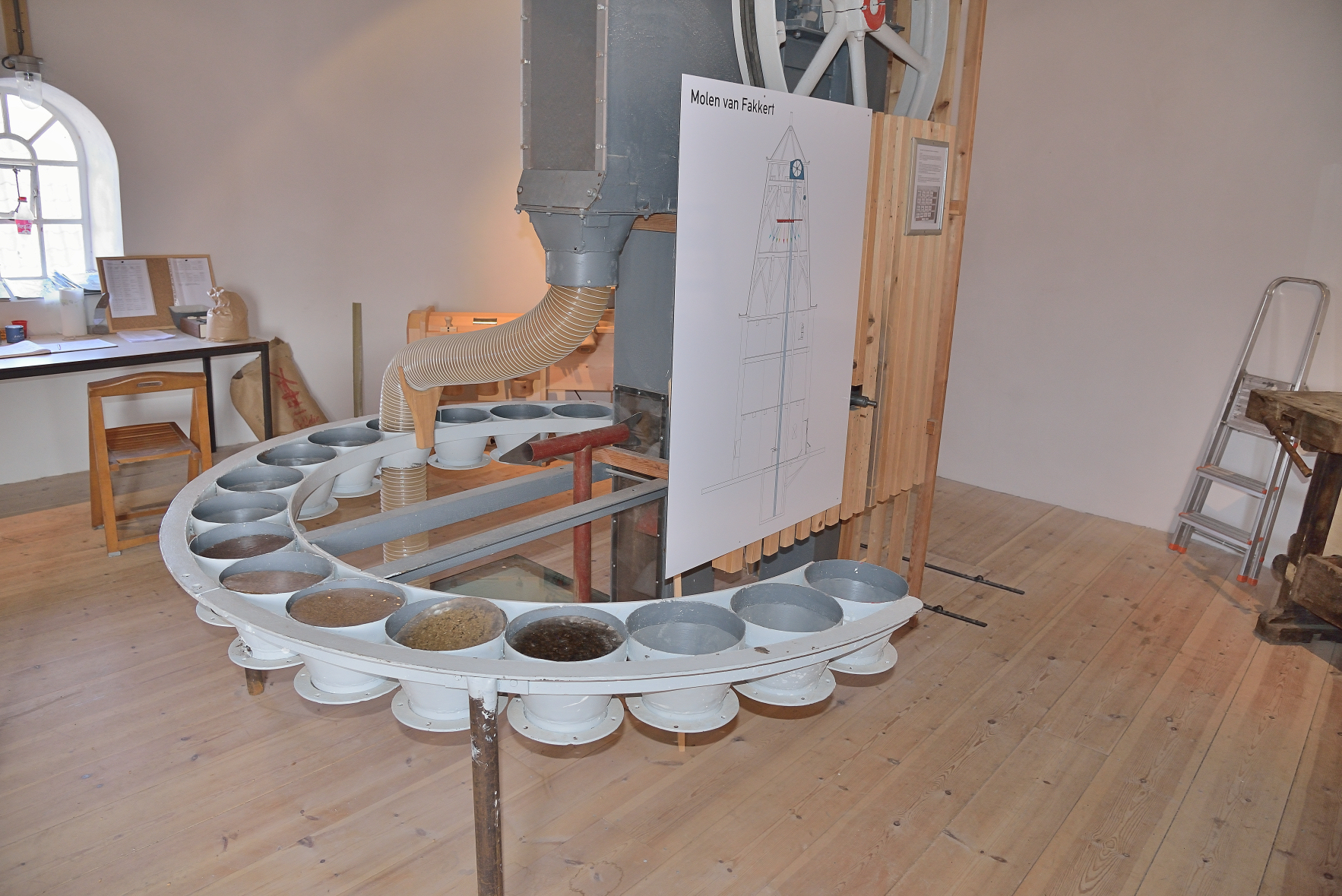
Verdeelsysteem
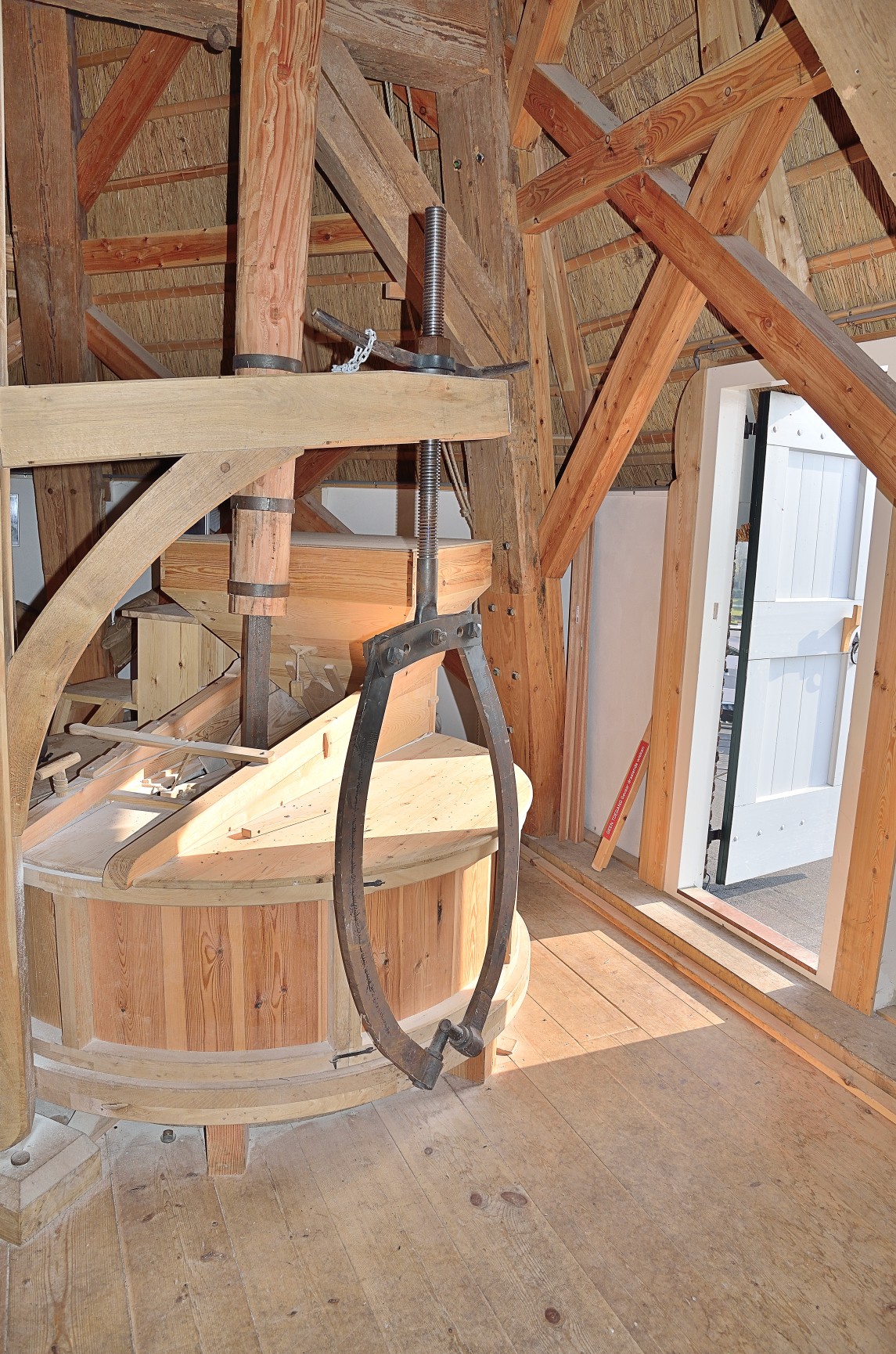
Maalkoppel
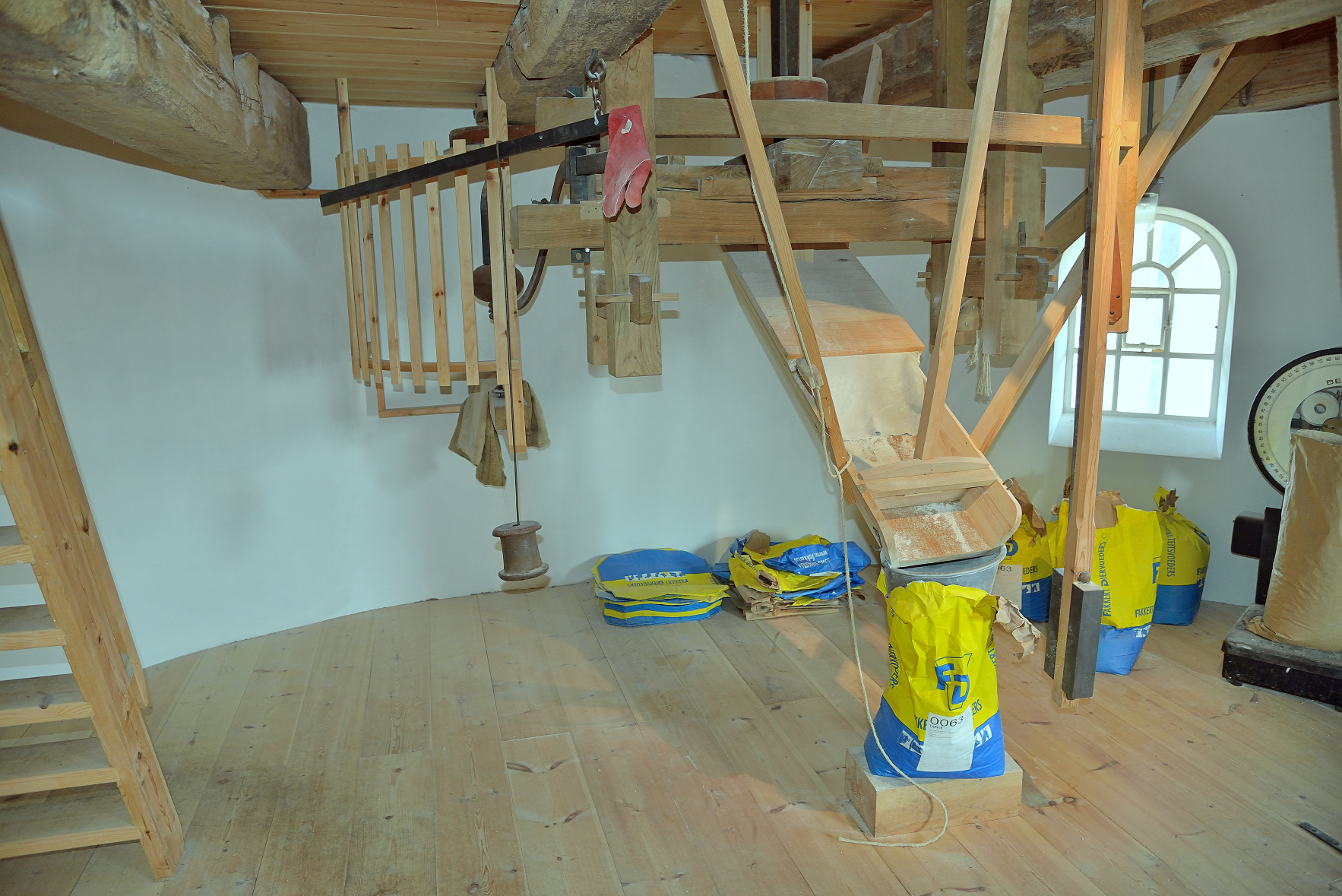
Maalbak